# Kurnia Sandy
Kurnia Sandy (Semarang, 24 agosto 1975) è un ex calciatore indonesiano, di ruolo portiere.

## Carriera
Nel 1996, all'età di 21 anni, venne tesserato dalla Sampdoria allo scopo di continuare una collaborazione tra la società genovese e la federazione indonesiana che portò diverse promesse del calcio indonesiano quali Kurniawan, Bima Sakti e Anang Ma'ruf, che come Kurnia Sandy si misero in mostra nelle qualificazioni alle Olimpiadi del 1996. Della nidata indonesiana Kurnia Sandy fu l'unico a raggiungere la prima squadra della Sampdoria come terzo portiere, ma non esordì mai in Serie A, passando buona parte della stagione come fuori quota della squadra primavera.
Al termine della stagione fece ritorno in patria, nel Pelita, la squadra che inizialmente lo lanciò, e col tempo trovò modo di affermarsi anche nella Nazionale.